# Världsmästerskapet i schack 2023
Världsmästerskapet i schack 2023 var en titelmatch mellan Jan Nepomnjasjtjij och Ding Liren, etta respektive tvåa i kandidatturneringen 2022. Den spelades i Astana mellan den 9 och 30 april 2023.
Matchen slutade med en seger för Ding Liren som därmed blev ny världsmästare, den sjuttonde i ordningen.
Det var en händelserik match med många avgjorda partier, men också många misstag av båda spelarna. Enligt Magnus Carlsen tog spelarna större risker än de gjort i hans tidigare matcher.
Nepomnjasjtjij tog ledningen i matchen tre gånger men Ding kvitterade varje gång. Efter att de ordinarie partierna med klassisk betänketid slutat oavgjort (7–7) avgjordes matchen i fyra snabbschackpartier där Ding vann.  

## Magnus Carlsens deltagande
Matchen skulle egentligen ha spelats mellan den regerande världsmästaren Magnus Carlsen och Nepomnjasjtjij, men Carlsen sa redan efter VM-matchen 2021 att det inte var säkert att han skulle att försvara sin titel. I juli 2022 bekräftade Carlsen att han inte hade för avsikt att ställa upp i VM-matchen och hans plats togs därför av tvåan i kandidatturneringen, Ding Liren. Carlsen har spelat och vunnit fem VM-matcher (2013, 2014, 2016, 2018 och 2021) och han förklarade att han inte var motiverad att spela ytterligare en match. Det är första gången sedan Bobby Fischer vägrade spela mot Anatolij Karpov 1975 som en regerande världsmästare avstår från att försvara sin titel.

## Kandidatturneringen
För att utse en utmanare hölls en kandidatturnering med åtta deltagare i Madrid den 16 juni till 5 juli 2022.
Följande spelare var kvalificerade:
| Namn               | Kvalificerad genom                                          |
| ------------------ | ----------------------------------------------------------- |
| Jan Nepomnjasjtjij | Förlorare i titelmatchen i världsmästerskapet i schack 2021 |
| Jan-Krzysztof Duda | Vinnare av FIDE World Cup 2021                              |
| Alireza Firouzja   | Etta och tvåa i FIDE Grand Swiss Tournament 2021            |
| Fabiano Caruana    | Etta och tvåa i FIDE Grand Swiss Tournament 2021            |
| Hikaru Nakamura    | Etta och tvåa i FIDE Grand Prix 2022                        |
| Richárd Rapport    | Etta och tvåa i FIDE Grand Prix 2022                        |
| Ding Liren         | Högsta ratingtal i maj 2022 (ersättare för Sergej Karjakin) |
| Teimour Radjabov   | Nominerad av FIDE                                           |

Sergej Karjakin var kvalificerad för turneringen genom en andraplats i FIDE World Cup 2021 men stängdes av från spel under 6 månader av FIDE efter att han uttalat stöd för Rysslands invasion av Ukraina 2022.
Han ersattes Ding Liren som den högst rankade spelaren i maj 2022. Ding hade initialt för få spelade partier (på grund av inaktivitet under Coronaviruspandemin) men det kinesiska schackförbundet löste detta genom att anordna turneringar där Ding på kort tid kunde spela ett stort antal partier.
Den andra kvalificerade ryssen, Jan Nepomnjasjtjij, tilläts delta men fick spela under FIDE-flaggan eftersom de ryska och belarusiska flaggorna var bannlysta vid FIDE-tävlingar efter invasionen.
Teimour Radjabov nominerades av FIDE som kompensation för kandidatturneringen 2020. Radjabov hade då önskat att turneringen skulle skjutas upp på grund av pandemin. Turneringen påbörjades ändå och Radjabov avstod från att spela. Eftersom turneringen sen avbröts (för att återupptas 2021) ansåg FIDE att det var rimligt att ge Radjabov en plats i kandidatturneringen 2022.
Jan Nepomnjasjtjij segrade med 9½ poäng på 14 ronder och kvalificerade sig därmed för titelmatchen. Ding Liren tog andraplatsen genom att besegra Hikaru Nakamura i sista ronden.
| Placering | Spelare            | Elo-rating juni 2022 | 1   | 2   | 3   | 4   | 5   | 6   | 7   | 8   | Poäng |
| --------- | ------------------ | -------------------- | --- | --- | --- | --- | --- | --- | --- | --- | ----- |
| 1         | Jan Nepomnjasjtjij | 2795                 |     | 1 ½ | ½ ½ | ½ ½ | ½ ½ | 1 1 | 1 ½ | 1 ½ | 9.5   |
| 2         | Ding Liren         | 2788                 | 0 ½ |     | ½ 0 | ½ 1 | ½ 1 | ½ ½ | ½ 1 | ½ 1 | 8     |
| 3         | Teimour Radjabov   | 2747                 | ½ ½ | ½ 1 |     | 0 1 | 0 ½ | ½ ½ | ½ ½ | ½ 1 | 7.5   |
| 4         | Hikaru Nakamura    | 2775                 | ½ ½ | ½ 0 | 1 0 |     | 0 1 | ½ 1 | ½ 1 | ½ ½ | 7.5   |
| 5         | Fabiano Caruana    | 2764                 | ½ ½ | ½ 0 | 1 ½ | 1 0 |     | 1 0 | ½ 0 | ½ ½ | 6.5   |
| 6         | Alireza Firouzja   | 2785                 | 0 0 | ½ ½ | ½ ½ | ½ 0 | 0 1 |     | ½ ½ | ½ 1 | 6     |
| 7         | Jan-Krzysztof Duda | 2724                 | 0 ½ | ½ 0 | ½ ½ | ½ 0 | ½ 1 | ½ ½ |     | ½ 0 | 5.5   |
| 8         | Richárd Rapport    | 2740                 | 0 ½ | ½ 0 | ½ 0 | ½ ½ | ½ ½ | ½ 0 | ½ 1 |     | 5.5   |

## Regler
Titelmatchen spelades över 14 partier. 
I varje parti hade spelarna 120 minuter på sig att göra sina första 40 drag, därefter 60 minuter för de följande 20 dragen och slutligen 15 minuter för resten av partiet. Dessutom fick spelarna ett tillägg på 30 sekunder för varje drag från drag 61.
Om det var oavgjort efter de första 14 partierna så avgjordes matchen i snabbschackspartier.

## Resultat
| Namn               | Rating | Ordinarie partier | Ordinarie partier | Ordinarie partier | Ordinarie partier | Ordinarie partier | Ordinarie partier | Ordinarie partier | Ordinarie partier | Ordinarie partier | Ordinarie partier | Ordinarie partier | Ordinarie partier | Ordinarie partier | Ordinarie partier | Särspel | Särspel | Särspel | Särspel | Poäng  |
| Namn               | Rating | 1                 | 2                 | 3                 | 4                 | 5                 | 6                 | 7                 | 8                 | 9                 | 10                | 11                | 12                | 13                | 14                | 15      | 16      | 17      | 18      | Poäng  |
| ------------------ | ------ | ----------------- | ----------------- | ----------------- | ----------------- | ----------------- | ----------------- | ----------------- | ----------------- | ----------------- | ----------------- | ----------------- | ----------------- | ----------------- | ----------------- | ------- | ------- | ------- | ------- | ------ |
| Jan Nepomnjasjtjij | 2795   | ½                 | 1                 | ½                 | 0                 | 1                 | 0                 | 1                 | ½                 | ½                 | ½                 | ½                 | 0                 | ½                 | ½                 | ½       | ½       | ½       | 0       | 7 (1½) |
| Ding Liren         | 2788   | ½                 | 0                 | ½                 | 1                 | 0                 | 1                 | 0                 | ½                 | ½                 | ½                 | ½                 | 1                 | ½                 | ½                 | ½       | ½       | ½       | 1       | 7 (2½) |